# Avanti!
Avanti! – amerykańsko-włoska komedia z 1972 roku w reżyserii Billy'ego Wildera. Film był nominowany do Złotego Globu w sześciu kategoriach, z czego ostatecznie otrzymał jedną statuetkę.